# Konkurs Piosenki Eurowizji Junior 2006
4. Konkurs Piosenki Eurowizji Junior odbył się 2 grudnia 2006 w Sala Polivalentă w Bukareszcie. Organizatorem była Europejska Unia Nadawców i rumuński nadawca Televiziunea Română (TVR).
Koncert finałowy poprowadzili Andreea Marin Bănică i Ioana Ivan. Konkurs wygrały siostry Tołmaczowe, reprezentantki Rosji z piosenką „Wiesiennij dżaz”, za którą otrzymały łącznie 154 punkty.
23 września 2005 podczas spotkania Grupy Referencyjnej EBU organizowanego w Mediolanie podjęto decyzję, że prezesem grupy w kontekście przygotowań do Konkursu Piosenki Eurowizji dla Dzieci będzie Steve De Coninck-De Boeck z flamandzkiej telewizji VRT.

## Lokalizacja

### Wybór miejsca organizacji
O organizację konkursu ubiegały się telewizje z czterech krajów, w tym m.in. z Holandii, Rumunii i Chorwacji. 5 października 2005 potwierdzono, że konkurs odbędzie się w Bukareszcie, stolicy Rumunii.

## Kraje uczestniczące
21 maja 2007 roku Europejska Unia Nadawców (EBU) podała do oficjalnej wiadomości, że w konkursie wezmą udział reprezentanci piętnastu państw. Debiut zadeklarowały trzy państwa – Portugalia, Serbia i Ukraina, a po rocznej nieobecności do konkursu powrócił Cypr. Wszyscy dawniej biorący udział nadawcy skandynawscy podjęli decyzję o wycofaniu się, ponieważ konkurs wywierał zbyt dużą presję na uczestniczące dzieci, oraz zdecydowali się przywrócić regionalny konkurs dla dzieci o nazwie MGP Nordic. Mimo tego, Szwecja wzięła udział, ponieważ obowiązki zostały przejęte przez prywatnego nadawcę TV4. Wycofał się również frankofoński nadawca RTBF z Belgii który był współorganizatorem rok wcześniej, a od tego czasu jedynym nadawcą konkursu w kraju był flamandzkojęzyczny VRT.

### Finał
| L.p. | Kraj       | Wykonawca                            | Piosenka                                      | Język        | Miejsce | Punkty |
| ---- | ---------- | ------------------------------------ | --------------------------------------------- | ------------ | ------- | ------ |
| 1    | Portugalia | Pedro Madeira                        | „Deixa-me sentir                              | portugalski  | 14      | 22     |
| 2    | Cypr       | Luis Panagiotu i Christina Christofi | „Agoria koritsia” (Αγόρια κορίτσια)           | grecki       | 8       | 58     |
| 3    | Holandia   | Kimberly                             | „Goed”                                        | niderlandzki | 12      | 44     |
| 4    | Rumunia    | New Star Music                       | „Povestea mea”                                | rumuński     | 6       | 80     |
| 5    | Ukraina    | Nazar Slusarczuk                     | „Chłopczyk rock 'n' roll” (Хлопчик рок н рол) | ukraiński    | 9       | 58     |
| 6    | Hiszpania  | Dani                                 | „Te doy mi voz”                               | hiszpański   | 4       | 90     |
| 7    | Serbia     | Neustrašivi Učitelji Stranih Jezika  | „Učimo strane jezike”                         | serbski      | 5       | 81     |
| 8    | Malta      | Sophie Debattista                    | „Extra Cute”                                  | angielski    | 11      | 48     |
| 9    | Macedonia  | Zana Aliu                            | „Vljubena” (Вљубена)                          | macedoński   | 15      | 14     |
| 10   | Szwecja    | Molly Sandén                         | „Det finaste någon kan få”                    | szwedzki     | 3       | 116    |
| 11   | Grecja     | Chloi Sofia Boleti                   | „Den pirazi” (Δεν πειράζει)                   | grecki       | 13      | 35     |
| 12   | Białoruś   | Andrej Kuniec                        | „Nowyj dień” (Новый день)                     | białoruski   | 2       | 129    |
| 13   | Belgia     | Thor!                                | „Een tocht door het donker”                   | niderlandzki | 7       | 71     |
| 14   | Chorwacja  | Mateo Đido                           | „Lea”                                         | chorwacki    | 10      | 50     |
| 15   | Rosja      | Siostry Tołmaczowe                   | „Wiesiennij dżaz” (Весенний джаз)             | rosyjski     | 1       | 154    |

### Tabela punktacyjna finału
| |            | Kraje głosujące |          |         |         |           |        |       |           |         |        |          |        |           |       |    |    |
| Suma punktów                                                                                          | Portugalia | Cypr            | Holandia | Rumunia | Ukraina | Hiszpania | Serbia | Malta | Macedonia | Szwecja | Grecja | Białoruś | Belgia | Chorwacja | Rosja |    |    |
| Uczestnicy konkursu                                                                                   | Portugalia | 22              |          |         |         |           |        | 7     |           | 3       |        |          |        |           |       |    |    |
| Uczestnicy konkursu                                                                                   | Cypr       | 58              | 3        |         | 2       | 3         | 5      | 3     |           |         | 3      | 3        | 12     | 6         |       |    | 6  |
| Uczestnicy konkursu                                                                                   | Holandia   | 44              |          |         |         |           |        |       | 5         | 8       |        | 2        |        |           | 8     | 6  | 3  |
| Uczestnicy konkursu                                                                                   | Rumunia    | 80              | 6        | 8       | 1       |           | 4      | 12    | 4         | 2       | 6      | 7        | 7      | 3         | 2     | 4  | 2  |
| Uczestnicy konkursu                                                                                   | Ukraina    | 58              | 5        | 2       |         | 4         |        | 6     |           | 5       |        |          | 4      | 8         | 1     | 3  | 8  |
| Uczestnicy konkursu                                                                                   | Hiszpania  | 90              | 7        | 5       | 7       | 8         | 6      |       | 3         | 1       | 8      | 8        | 5      | 7         | 7     | 1  | 5  |
| Uczestnicy konkursu                                                                                   | Serbia     | 81              | 2        | 4       | 5       | 5         | 7      | 2     |           | 7       | 10     | 4        | 1      | 5         | 5     | 5  | 7  |
| Uczestnicy konkursu                                                                                   | Malta      | 48              | 1        | 1       | 3       |           | 1      | 1     | 1         |         | 7      | 5        | 3      | 2         | 4     | 7  |    |
| Uczestnicy konkursu                                                                                   | Macedonia  | 14              |          |         |         | 2         |        |       |           |         |        |          |        |           |       |    |    |
| Uczestnicy konkursu                                                                                   | Szwecja    | 116             | 8        | 7       | 12      | 7         | 8      | 4     | 8         | 10      | 2      |          | 6      | 10        | 10    | 2  | 10 |
| Uczestnicy konkursu                                                                                   | Grecja     | 35              |          | 12      |         | 1         |        |       | 7         |         |        |          |        |           | 3     |    |    |
| Uczestnicy konkursu                                                                                   | Białoruś   | 129             | 12       | 6       | 4       | 10        | 10     | 8     | 6         | 12      | 5      | 10       | 8      |           | 6     | 8  | 12 |
| Uczestnicy konkursu                                                                                   | Belgia     | 71              | 4        | 3       | 8       | 6         | 3      | 5     | 2         | 6       | 1      | 1        | 2      | 4         |       | 10 | 4  |
| Uczestnicy konkursu                                                                                   | Chorwacja  | 50              |          |         | 6       |           | 2      |       | 10        |         | 12     | 6        |        | 1         |       |    | 1  |
| Uczestnicy konkursu                                                                                   | Rosja      | 154             | 10       | 10      | 10      | 12        | 12     | 10    | 12        | 4       | 4      | 12       | 10     | 12        | 12    | 12 |    |
| Kraje uporządkowane są według kolejności występowania Wszystkie kraje otrzymały na starcie 12 punktów |            |                 |          |         |         |           |        |       |           |         |        |          |        |           |       |    |    |